# 1933
El 1933 (MCMXXXIII) va ser un any comú començat en diumenge. Va ser el 1933è any de l'Era comuna, el 933è any del segon mil·lenni i el 3r any de la dècada del 1930.

## Esdeveniments
Països Catalans
- 14 de febrer, Barcelona: Estrena d'El Cafè de la Marina, de Josep M. de Sagarra, al Teatre Romea, amb la companyia Vila - Daví.[1]
- 16 d'abril, Sitges: El Museu del Cau Ferrat és inaugurat com a museu públic.[2]
- 3 de setembre, Cambrils: s'inicien les obres de la primera gran transformació del port de Cambrils.[3]
- 9 de desembre, Castellar del Riu, Berguedà: S'inaugura el Xalet-Refugi de Rasos de Peguera, a la Serra d'Ensija.[4]
- 10 de desembre, Girona: Ràdio Associació de Catalunya (RAC) inaugura EAJ-38 Ràdio Girona, la primera de les emissores de la xarxa.[5]
- La Universitat de Barcelona passa ser la Universitat Autònoma de Barcelona, nom que conservarà fins al 1939 i que el 1968 adoptarà l'actual Autònoma.[Quan?]
- Lluís Companys passa a ser president de la Generalitat de Catalunya.[Quan?]

Resta del món
- 4 de març, Estats Units: Franklin Delano Roosevelt comença el seu primer mandat com a president.
- 5 de març:
  - República de Weimar: s'hi celebren eleccions legislatives: els Partit Nacional Socialista dels Treballadors Alemanys hi obtenen el 44% dels vots.
  - Estats Units: el president Roosevelt hi declara un festiu bancari: tanca tots els bancs del país i congela totes les transaccions financeres (la Gran Depressió).
- 8 de març, Madrid: S'estrena al Teatro Beatriz Bodas de sangre, tragèdia en vers i en prosa de Federico García Lorca, escrita el 1931.[6]
- 23 de març, Alemanya: S'instaura la Llei de Capacitació.[7]
- 1 d'abril, Magdeburg, República de Weimar: Comença la persecució nazi contra els Testimonis de Jehovà.[8]
- 7 d'abril, entra en vigor a la Alemanya nazi el carnet Ahnenpass, el qual acreditaba a la persona com de sang alemanya, y per tant podia accedir als llocs de treball i a la administració del Tercer Reich.[9]
- 2 de maig: Celeste Caeiro, revolució dels clavells
- 25 de juny, Magdeburg: Joseph Rutherford envia a Adolf Hitler la carta Declaració de Fets.[10]
- 27 d'agost, Surwold (Alemanya): s'estrena la cançó de protesta «Die Moorsoldaten» al Camp de concentració de Börgermoor
- 29 d'octubre, Madrid, Segona República Espanyola: Es funda la Falange al Teatro de la Comedia de Madrid.
- 19 de novembre, Segona República Espanyola: Es duen a terme les eleccions generals espanyoles de 1933, on les dones voten per primera vegada a Catalunya, i a la resta de l'Estat espanyol.[11]

### Premis Nobel
| Camp                  | Guardonats                       |
| --------------------- | -------------------------------- |
| Física                | - Erwin Schrödinger - Paul Didac |
| Química               | No atorgat                       |
| Medicina o Fisiologia | - Thomas Hunt Morgan             |
| Literatura            | - Ivan Bunin                     |
| Pau                   | - Ralph Norman Angell            |

## Naixements
Països Catalans
- 21 de gener - Barcelona, Barcelonès: Julieta Serrano i Romero, actriu de cinema i teatre catalana.[12]
- 3 de febrer - Cervera, La Segarra: Rosa Fabregat, escriptora, Creu de Sant Jordi 2017.[13]
- 10 de març - Tortosa: Zoraida Burgos i Matheu, escriptora i bibliotecària catalana.[14]
- 17 de febrer - Sabadell: Josep Molins i Montes, atleta català (m. 2023).
- 28 de març - Barcelona: Tete Montoliu, pianista de jazz, cec de naixement (m. 1997).[15]
- 23 de gener - Ripoll: Jordi Roca i Tubau, artista i dissenyador gràfic.
- 15 de març - Barcelona: Carmen de Mairena, popular cantant i artista transsexual catalana (m. 2020).[cal citació]
- 21 de març - Barcelona: Núria Sales i Folch, historiadora catalana (m. 2023).
- 30 de març - Westlake Village, Califòrnia, Estats Units: Joe Ruby, animador, editor de televisió, escriptor i productor nord-americà, co-creador de la sèrie de dibuixos animats Scooby-Doo (m. 2020).
- 12 d'abril - Barcelona, Barcelonès: Montserrat Caballé i Folc, cantant d'òpera catalana.[16]
- 14 de maig - Manresa, Barcelonès: Joan Monegal i Castells, pintor català.
- 7 de juny - Sabadell: Mirna Lacambra Domènech, soprano i promotora musical catalana.[17]
- 9 de juny - Barcelona, Barcelonès: Montserrat Gudiol i Corominas, pintora catalana.[18]
- 21 de juny - Barcelona, Barcelonès: Joaquim Blume i Carreras, gimnasta català.
- 3 de juliol - Barcelona: Carme Barbarà i Geniés, dibuixant de còmic i il·lustradora.[19]
- 10 de juliol - Gironella, Berguedà: Maur Esteva i Alsina, monjo cistercenc català, abat del Monestir de Poblet (1970-1998).
- 20 de juliol - Barcelona, Barcelonès: Jacint Borràs i Manuel, empresari, polític i dirigent esportiu català.
- 25 de juliol - Barcelona, Barcelonès: Laly Soldevila, actriu catalana.[20]
- 9 de setembre - Cullera, Ribera Baixa: Rafael Talens Pelló, compositor i pedagog musical valencià.
- 22 de setembre - Barcelona: Lleonard Balada i Ibañez, compositor.[21]
- 22 d'octubre - Barcelona: Montserrat Mechó Cunillera, nedadora i paracaigudista catalana.[22]
- 11 de novembre - Barcelona: Rosa Regàs, escriptora catalana en llengua castellana.[23]
- 12 de novembre - Palma, Mallorca: Bartomeu Fiol i Móra, empresari i poeta mallorquí.
- 22 de desembre - Roda de Ter, Osona: Emili Teixidor i Viladecàs, pedagog, periodista i escriptor en llengua catalana.
- Gavà, Baix Llobregat: Alexandre Ballester i Moragues, escriptor i dramaturg mallorquí.

Resta del món
- 2 de gener - Kumagaya: Seiichi Morimura, escriptor japonès (m. 2023).
- 5 de gener, Construcció del Pont Golden Gate iniciat a San Francisco.
- 7 de gener, Niterói: Nicette Bruno, actriu.
- 9 de gener - Ribeirão Preto: Paulo Goulart, actor.
- 16 de gener, Nova York: Susan Sontag, intel·lectual i escriptora: novel·lista, assagista, crítica i directora de teatre i cine (m. 2004).[24]
- 17 de gener, el Caire, Egipte: Dalida, cantant i actriu d'origen italià i nacionalitat francesa, nascuda al Caire (m. 1987).[25]
- 19 de gener, Cienfuegos (Cuba): Rolando Cubela, revolucionari cubà (m. 2022).[26]
- 25 de gener, Paniqui, Filipines: Corazón Aquino, política filipina que fou Presidenta de les Filipines, primera dona cap d'estat a Àsia (m. 2009).[27]
- 15 de febrer, Violència política causada a Espanya i provoca més de cent morts.
- 18 de febrer, Sacriston, Anglaterra: Sir Robert William Robson, futbolista i entrenador.
- 21 de febrer, Tryon, Carolina del Nord: Nina Simone, cantant, compositora i pianista nord-americana.
- 24 de febrer, Savona, Itàlia: Renata Scotto, soprano i directora italiana.
- 1 de març: Rosa Francisca Fadul, advocada, funcionària i política dominicana.[28]
- 3 de març, Havars: Rosina de Pèira, cantant de cançons tradicionals en occità (m. 2019).[29]
- 12 de març, Bethel Park, Pennsilvània: Barbara Feldon, actriu nord-americana, coneguda pel seu paper a El Superagent 86.[30]
- 14 de març, Londres: Michael Caine, actor i productor de cinema anglès.[31]
- 15 de març, Brooklyn: Ruth Bader Ginsburg, jutgessa associada al Tribunal Suprem dels Estats Units nomenada per Bill Clinton.[32]
- 16 de març, Madrid: Teresa Berganza, mezzosoprano espanyola.[33]
- 19 de març, Newark, Nova Jersey (EUA): Philip Roth, escriptor estatunidenc (m. 2018)[34]
- 1 d'abril, Constantina, Algèria: Claude Cohen-Tannoudji, físic francès, Premi Nobel de Física de l'any 1997.[35]
- 9 d'abril: Jean-Paul Belmondo, actor francès.
- 26 d'abril, Múnic, Alemanya: Arno Allan Penzias, astrònom i físic nord-americà, d'origen alemany Premi Nobel de Física de l'any 1978.[36]
- 30 d'abril, Abbott, Texas: Willie Nelson, cantant de música country, autor, poeta, actor i activista estatunidenc.[37]
- 2 de maig, Lisboa: Celeste Caeiro, la dona que, el 25 d'abril de 1974, distribuí clavells als militars responsables del cop d'estat que enderrocava Marcelo Caetano, i la revoltà esdevenia, així, la Revolució dels Clavells.[38]
- 3 de maig:
  - Nova York, EUA: Steven Weinberg, físic nord-americà, Premi Nobel de Física de l'any 1979.[39]
  - Barnwell, Carolina del Sud, EUA: James Brown, cantant nord-americà (m. 2006).[40]
- 10 de maig, Alger: Françoise Fabian, actriu francesa.[41]
- 14 de maig, Madrid: María Moreno Blasco, pintora espanyola realista  (m. 2020).[42]
- 19 de maig, Madrid: José Luis Abellán García-González, historiador de la filosofia i de les idees, i assagista espanyol.
- 1 de juny, Tel-Aviv: Rut Arnon, bioquímica israeliana codescobridora de l'acetat de glatiramer, utilitzat en el tractament de l'esclerosi múltiple.[43]
- 6 de juny, Sankt Gallen, Suïssa: Heinrich Rohrer, físic suís, Premi Nobel de Física de l'any 1986 (m. 2013).[44]
- 7 de juny, Nagoya: Tsuneko Okazaki, científica japonesa descobridora dels fragments d'Okazaki.[45]
- 9 de juny, Madrid: Marisa de Leza, actriu espanyola de cinema, teatre i televisió.[46]
- 14 de juny, Mula, Múrcia, Espanya: José María López Piñero, historiador de la ciència especialista en història de la medicina.
- 26 de juny, Milà, Itàlia: Claudio Abbado, director d'orquestra. Va ser director musical, entre d'altres, de La Scala de Milà, l'Òpera de Viena, l'Orquestra Simfònica de Londres i la Filharmònica de Berlín.[47]
- 13 de juliol, Soncino (Itàlia): Piero Manzoni, artista italià cèlebre pel seu art conceptual irònic, com a resposta a l'obra d'Yves Klein (m. 1963).[48]
- 20 de juliol, Providence, EUA: Cormac McCarthy, escriptor estatunidenc, premi Pulitzer.
- 26 de juliol, Evanston, Illinois, EUA: Edmund Strother Phelps, economista estatunidenc, Premi Nobel d'Economia 2006.[49]
- 31 de juliol, La Haia, Països Baixos: Cees Nooteboom, escriptor i cronista de viatges dels Països Baixos que escriu en neerlandès.
- 1 d'agost - Pàdua: Toni Negri, politòleg, filòsof i pensador postmarxista italià (m. 2023).
- 7 d'agost, Los Angeles, Califòrnia, EUA: Elinor Ostrom, economista estatunidenca, Premi Nobel d'Economia de 2009 (m. 2012).[50]
- 14 d'agost, Winterthur, Zúric (Suïssa: Richard Robert Ernst, químic suís, Premi Nobel de Química de l'any 1991.[51]
- 21 d'agost, Hatfield, Yorkshire, Regne Unitː Janet Baker, mezzosoprano anglesa.[52]
- 23 d'agost: 
  - Madrid: Amparo Soler Leal, actriu espanyola (m. 2013).[53]
  - Alice (Texas), EUA: Robert Curl, químic estatunidenc.Premi Nobel de Química de l'any 1996.[54]
- 29 d'agost, Neuilly-sur-Seine, França: Ramses Shaffy, actor i cantant neerlandès.
- 2 d'octubre, Dippenhall, Hampshire, Anglaterra: John B. Gurdon, biòleg anglès.Premi Nobel de Medicina o Fisiologia de l'any 2012.[55]
- 9 d'octubre, Londres, Anglaterra: Peter Mansfield, físic anglès. Premi Nobel de Medicina o Fisiologia de l'any 2003 (m. 2017).[56]
- 3 de novembre:
  - Santiniketan (Índia): Amartya Sen, economista indi.[57]
  - York, Anglaterra: John Barry, compositor de música anglès (m. 2011).[58]
- 4 de novembre, Xangai, Xina: Charles Kao, enginyer electrònic i físic xinès.
- 7 de novembre, Azemmour, Marroc: Abdallah Laroui, escriptor marroquí.
- 15 de novembre, Veauche, França: Françoise Héritier, etnòloga i antropòloga francesa (m. 2017)[59]
- 23 de novembre, Dębica, Polònia: Krzysztof Penderecki, compositor polonès (m. 2020).[60]
- 3 de desembre, Amsterdam, Països Baixos: Paul Jozef Crutzen, químic neerlandès.
- Zunhua, Hebei: Cong Weixi, escriptor xinès.

## Necrològiques
Països Catalans
- 2 d'abril - Barcelona: Guerau de Liost, pseudònim de Jaume Bofill i Mates, poeta català. (n. 1878)[61]
- 8 de maig - Pau, Occitània: Maria Lluïsa Güell López, pintora, pianista, organista i compositora (n. 1873).[62]
- 16 de setembre - Sant Boi de Llobregat: Maria Lois i López, professora i bibliotecària catalana (n. 1896).[63]
- 19 de setembre - Sabadell: Maria Teresa Duran i Nogués, escriptora i activista feminista catalana.[64]
- 17 d'octubre - Barcelona: Trinitat Sais i Plaja, metgessa catalana pionera (n. 1878).[65]
- 3 de desembre - Sabadell: Filomena Fournols i Bayard, pintora catalana.[66]
- 7 de desembre - Igualana, Anoia: Maria Trulls i Algué, pensadora i escriptora catalana (n. 1861).[67]
- 25 de desembre - Barcelona: Francesc Macià i Llussà, polític i militar català, president de la Generalitat de Catalunya.

Resta del món
- 5 de gener, Northampton, Massachusetts, EUA: Calvin Coolidge, advocat, 29è president dels Estats Units. (n. 1872).
- 31 de gener, Londres (Anglaterra): John Galsworthy, novel·lista i dramaturg anglès, Premi Nobel de Literatura de 1932 (n. 1867).[68]
- 4 d'abril, Stuttgart: Ewald Straesser, compositor alemany.
- 11 d'abril, Buenos Aires: Amanda Campodónico, cantant argentina (n. 1879).[69]
- 29 d'abril, Alexandria, Egipte: Konstandinos Kavafis, poeta grec.
- 30 d'abril, París: Anna de Noailles, poetessa francesa d'origen romanès (n. 1876).[70]
- 1 de maig, Charlottenburg, Tercer Reich: Harriet von Rathlef, escultora russa.
- 8 de maig, Tel-Aviv: Karla Grosch, ballarina alemanya, professora a la Bauhaus (n. 1904).[71]
- 10 de maig, Viena: Selma Kurz, soprano operística austríaca (n. 1874).[72]
- 28 de maig, Los Angeles: Julia Swayne Gordon, actriu de cinema mut nord-americana molt popular en la dècada de 1910 (n. 1881).[73]
- 20 de juny, Moscou: Clara Zetkin, política socialista alemanya (75 anys).[74]
- 25 de juny, Tervete, Letònia: Anna Brigadere, escriptora letona (n. 1861).[75]
- 29 de juny, Hollywood, Califòrnia: Roscoe Arbuckle, Fatty, actor i director cinematogràfic nord-americà (n. 1887).
- 6 de juliol, Hèlsinki, Finlàndia: Robert Kajanus, compositor finlandès. Fundador de la nissaga de músics Kajanus (n. 1856).[76]
- 14 de juliol, Palerm (Itàlia): Raymond Roussel, poeta, novel·lista, dramaturg, músic i jugador d'escacs francès (n. 1877).[77]
- 26 d'agost, Karinskoie, Rússiaː Sofia Parnok, poeta i traductora russa, anomenada la Safo de Rússia (n. 1885).[78]
- 20 de setembre, Adayr (Índia): Annie Besant, periodista i investigadora anglesa.(n. 1847).[79]
- 2 d'octubre, Gormanston, Comtat de Meath, Irlanda: Elizabeth Thompson, pintora anglesa d'obres de gran format de temà bèl·lic (n. 1846).[80]
- 31 de desembre: John Galsworthy, escriptor en anglès, premi Nobel de Literatura de l'any 1932.
- 14 de desembre, Torgau: Elisabeth Leisinger, cantant d'òpera alemanya.[81]